# Vieille-Brioude
Vieille-Brioude é uma comuna francesa na região administrativa de Auvérnia-Ródano-Alpes, no departamento de Alto Loire. Estende-se por uma área de 27,97 km². Em 2010 a comuna tinha 1 219 habitantes (densidade: 43,6 hab./km²).

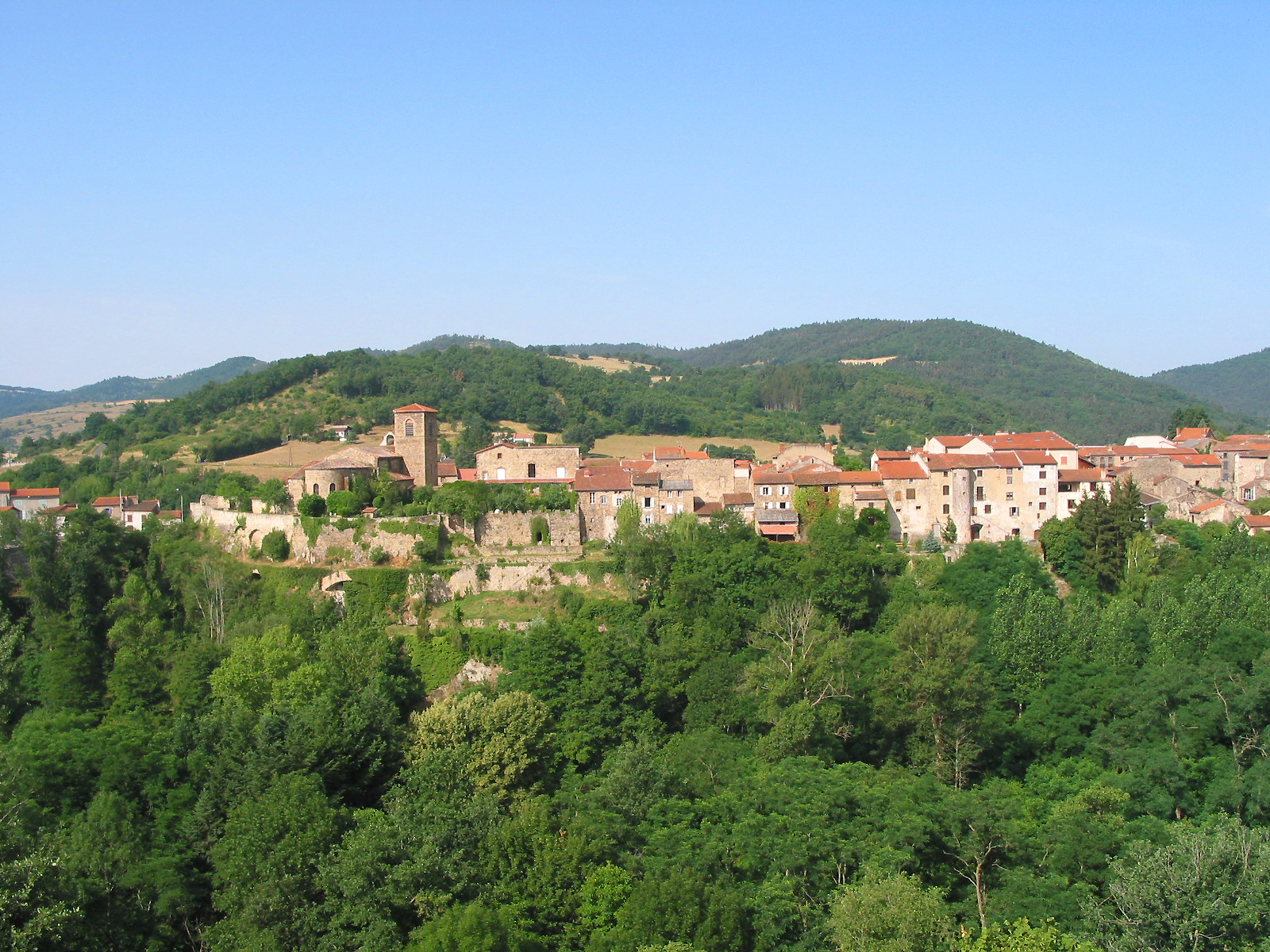